# Jardins zoologiques d'Alipore
Les Jardins zoologiques d'Alipore (que l'on appelle également de manière informelle zoo d'Alipore ou zoo de Calcutta) constituent le premier parc zoologique reconnu en tant que tel à Calcutta, dans le Bengale-Occidental, en Inde. Il a ouvert ses portes en 1876 et couvre 18,81 ha. Il est connu comme étant le dernier refuge d'Adwaita, une tortue géante d'Aldabra aujourd'hui morte et dont on estimait l'âge à 250 ans à sa mort en 2006. Il met également en place quelques projets d'élevage en captivité d'espèces comme le Cerf d'Eld. Le parc a reçu diverses critiques concernant ses cages exiguës, ainsi que pour son programme d'hybridation entre des tigres et des lions. Il s'est aujourd'hui beaucoup modernisé.

## Histoire

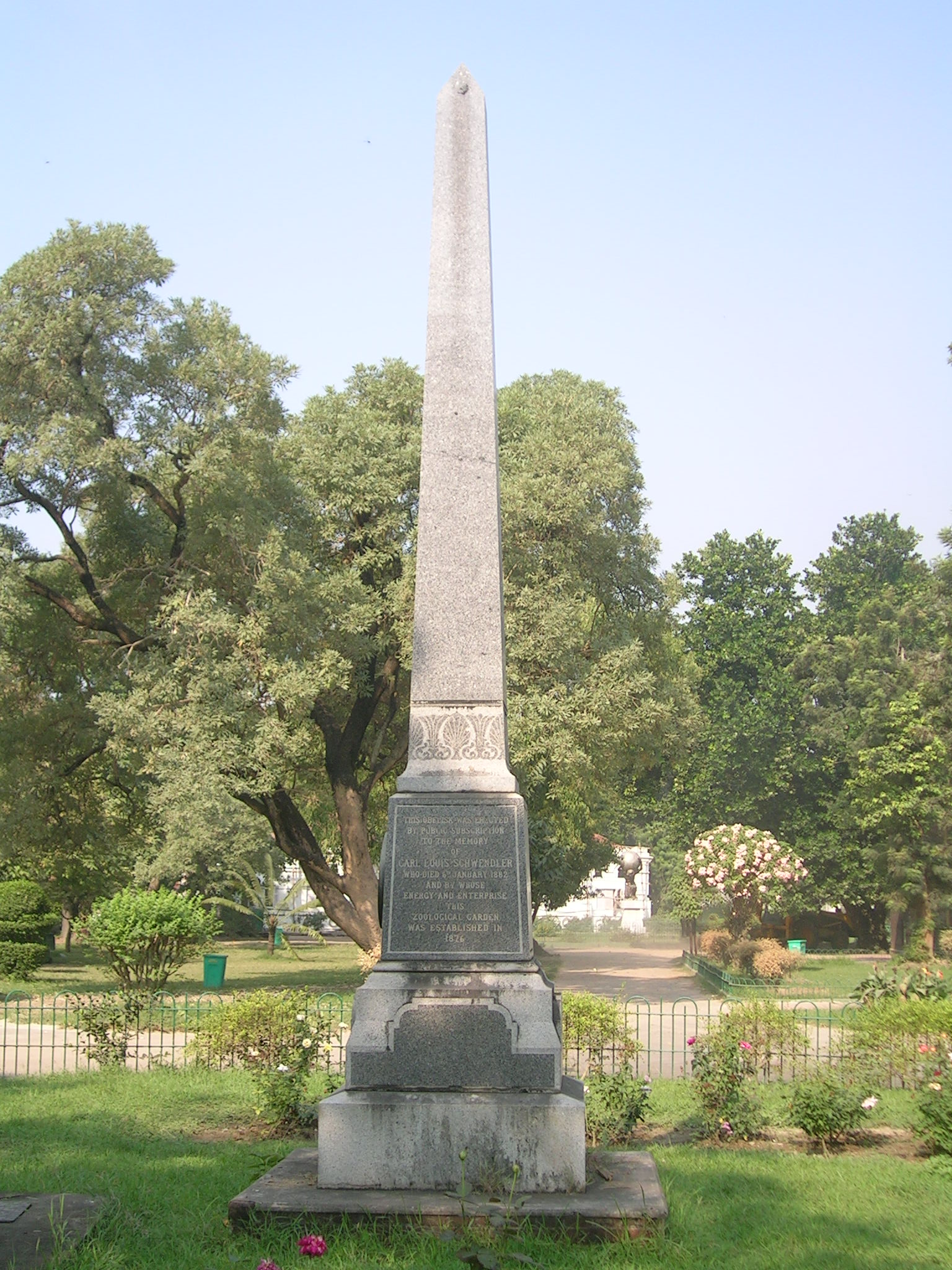
Memorial de Carl Schwendler.

Le zoo a été créé à partir d'une ménagerie privée du Gouverneur Général des Indes Richard Wellesley, qu'il avait établie vers 1800 dans sa résidence secondaire de Barrackpore, près de Calcutta,. Le premier superintendant de la ménagerie fut le célèbre physicien et zoologiste écossais Francis Buchanan-Hamilton. Buchanan-Hamilton retourne en Angleterre avec Wellesley en 1805. La collection de l'époque est décrite à partir des œuvres de Charles D'Oyly, et d'une visite du botaniste français Victor Jacquemont. Thomas Stamford Raffles visite la ménagerie en 1810, rencontrant ici son premier tapir, et s'inspire sans doute de cette ménagerie pour créer le zoo de Londres.
La fondation de zoos un peu partout dans le monde contribuent à inciter les gérants de la ménagerie à en faire un parc zoologique plus formel. En 1873, le Lieutenant-Gouverneur Sir Richard Temple propose la constitution du zoo de Calcutta, et le gouvernement donne du terrain à cet usage.
Le zoo ouvre à Alipore - une proche banlieue de Calcutta - et est inauguré le 1er janvier 1876 par Édouard VII du Royaume-Uni, alors Prince de Galles. Les premiers animaux sont issus de la ménagerie de Carl Louis Schwendler (1838 – 1882), un électricien allemand travaillant sur l'électrification des gares indiennes. Des dons sont récoltés auprès du grand public pour compléter la collection d'espèces.
On ne sait pas avec certitude si la Tortue géante d'Aldabra Adwaita faisait partie des premiers animaux. Les animaux du Barrackpore Park furent ajoutés à ceux déjà présents dans les premiers mois de 1886, ce qui engendre une forte augmentation des effectifs. Le parc est ouvert au public le 6 mai 1876.